# خیاط نابکار
خیاط نابکار (انگلیسی: Shoddy the Tailor) یک فیلم کمدی صامت کوتاه به کارگردانی ویلارد لوئیس است که در سال ۱۹۱۵ منتشر شد. از بازیگران این فیلم می‌توان به اولیور هاردی، ریموند مک‌کی، هری لورین و میبل پیج اشاره کرد.